# Космос-2361
Космос-2361 је један од преко 2400 совјетских вјештачких сателита лансираних у оквиру програма Космос.
Космос-2361 је лансиран са космодрома Плесецк, Русија, 24. децембра 1998. Ракета-носач Космос је поставила сателит у орбиту око планете Земље. 